# 签字楼

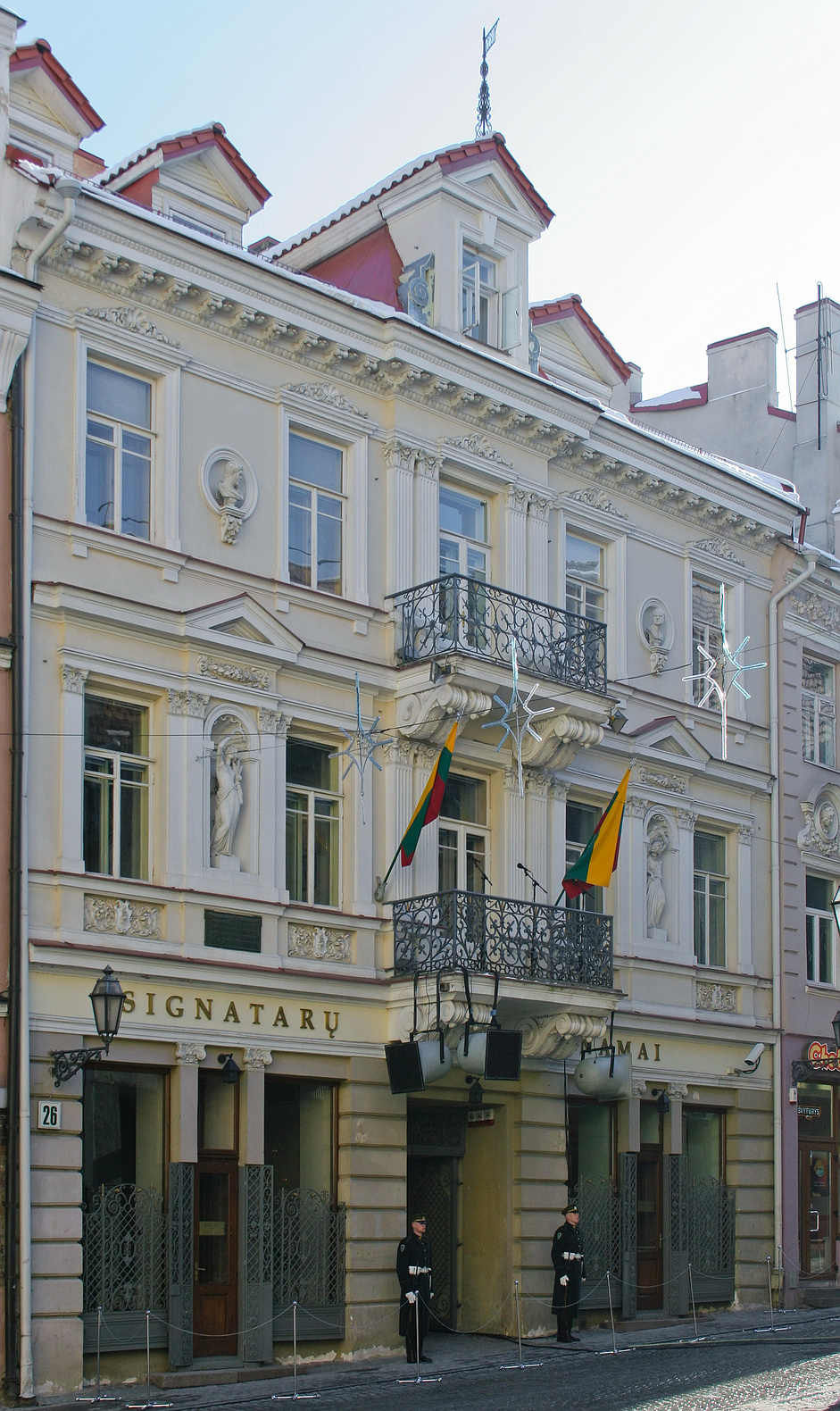
签字楼

签字楼是立陶宛的一个历史地标，位于首都维尔纽斯城堡街。1918年2月16日，立陶宛议会的二十名议员在此签署了《立陶宛独立法案》。
该建筑首次见于记载是在1645年。在17和18世纪，它曾数次易主，在18世纪的大火之后，进行了重建，增建了三楼。19世纪后期，俄罗斯建筑师阿列克谢·波洛佐夫将其改建为新文艺复兴风格。二楼有装饰性的雕塑，象征农业和渔业。斯特拉尔先生开设了著名的「白色斯特拉尔」咖啡馆，区别于他拥有的其他四个咖啡馆（绿色、红色等），经营直到1939年。当地上流社会常常造访这个咖啡馆。
从纳粹占领部分的波兰逃离的艺术家，曾在次开设卡巴莱，直到立陶宛第二次被苏联占领。2000年咖啡馆重新开放。 
在1918年之前，楼上用于出租。第一次世界大战期间，立陶宛救济委员会设于此。1918年2月16日，在三楼的一个委员会的办公室，立陶宛议会的二十名议员签署了《立陶宛独立法案》，宣布立陶宛恢复独立。
1990年立陶宛恢复独立后，该建筑改为博物馆，向公众开放。自2003年以来，该博物馆成为国立立陶宛博物馆的分馆。每年2月16日，庆祝独立的仪式在此举行。